# فورست راي مولتون
فورست راي مولتون (بالإنجليزية: Forest Ray Moulton)‏ هو رياضياتي وعالم فلك أمريكي، ولد في 29 أبريل 1872 في لي روي في الولايات المتحدة، وتوفي في 7 ديسمبر 1952 في ويلميت في الولايات المتحدة.

## وصلات خارجية
- فورست راي مولتون على موقع الموسوعة البريطانية (الإنجليزية)